# Awngi jezik
Awngi jezik (agau, agaw, agew, agow, awawar, awi, awiya, damot, kwollanyoch; ISO 639-3: awn), jedini jezik južne podskupine centralnokušitskih jezika kojim govori oko pola milijuna ljudi u Etiopiji.
Pripadnici etničke grupe zovu se Agaw a ima ih oko 1 000 000. Jezik Kunfal [xuf], koji je izgubio status jezika proglašen je njegovim dijalektom, a identifikator mu je povučen iz upotrebe 14. siječnja 2008.
64 000 ljudi služi se njime kao drugim jezikom. Pismo: etiopsko.

## Glasovi
35: p b "t d. k kW g gW q qW G GW "ts "dz tS dZ f "s "z S m "n N NW "l "r[ i "e i_ a u "o j w aa

## Vanjske poveznice
- Ethnologue (14th)
- Ethnologue (15th)